# Kaoru Takayama
Kaoru Takayama (født 8. juli 1988) er en japansk fodboldspiller, som spiller for den japanske fodboldklub Oita Trinita.